# Sommariva del Bosco
Sommariva del Bosco là một đô thị tại tỉnh Cuneo trong vùng Piedmont của Italia, vị trí cách khoảng 35 km về phía nam của Torino và khoảng 45 km về phía đông bắc của Cuneo. Tại thời điểm ngày 31 tháng 12 năm 2004, đô thị này có dân số 5.923 người và diện tích là 35,6 km².
Sommariva del Bosco giáp các đô thị: Baldissero d'Alba, Caramagna Piemonte, Carmagnola, Cavallermaggiore, Ceresole Alba, Racconigi, Sanfrè và Sommariva Perno.